# Кюльвия
Кю́львия — деревня в Бегуницком сельском поселении Волосовского района Ленинградской области.

## История
На карте Санкт-Петербургской губернии Ф. Ф. Шуберта 1834 года на месте современной деревни упоминается мыза Поддубье помещицы Сверчковой.
Как Мыза Сверчковой Поддубье она упоминается на карте профессора С. С. Куторги 1852 года.
На карте Санкт-Петербургской губернии 1860 года на месте мызы обозначен «Двор».
Согласно переписи населения СССР 1926 года в посёлке Рекково Худанского сельсовета Врудской волости Кингисеппского уезда проживали 124 человека, большинство эстонцы, а также русские и поляки.
- Посёлок Рекково. 1933 год

Согласно топографической карте РККА 1933 года посёлок Рекково насчитывал 10 дворов.
Согласно топографической карте РККА 1940 года посёлок Рекково насчитывал уже 22 двора.
Областными административными данными посёлок Рекково учитывается в Терпилицком сельсовете Волосовского района как деревня Кюльвая с 1 января 1948 года.
В 1954 году население деревни Кюльвая составляло 100 человек
С 1963 года в составе Кингисеппского района.
С 1965 года вновь в составе Волосовского района. В 1965 году население деревни Кюльвая составляло 75 человек.
По административным данным 1966, 1973 и 1990 годов деревня называлась Кюльвия и также входила в состав Терпилицкого сельсовета.
На топографической карте 1981 года деревня Кюльвия обозначена как нежилая.
В 1997 году деревня не имела постоянного населения, в 2002 году в ней проживали 2 человека (русские — 50 %, карачаевцы — 50 %), деревня относилась к Терпилицкой волости.
В 2007 году в деревне также проживали 2 человека, она входила в состав Терпилицкого сельского поселения.
7 мая 2019 года деревня вошла в состав Бегуницкого сельского поселения.

## География
Деревня расположена в центральной части района к северу от автодороги 41К-043 (Карстолово — Черенковицы — Терпилицы, с подъездом к дер. Коростовицы).
Расстояние до административного центра поселения — 3 км.
Расстояние до ближайшей железнодорожной станции Волосово — 14 км.

## Демография
| 2002 | 2007 | 2010 | 2017 |
| ---- | ---- | ---- | ---- |
| 2    | →2   | ↗3   | ↗5   |

### Национальный состав
Согласно данным Всероссийской переписи населения 2021 года в деревне проживали 6 человек, из них:
 русские — 5, один человек национальность не указал.